# Windows Messenger
Windows Messenger è stato un client proprietario di instant messaging incluso in Windows XP, sistema operativo della Microsoft commercializzato dal 25 ottobre 2001 al 30 giugno 2008.

## Storia
Disponibile inizialmente solo per Windows XP, dalla versione 5.0 distribuita nel 2004 Windows Messenger è stato reso disponibile gratuitamente anche per Windows 2000 e Windows Server 2003 disponibile anche per Windows Vista.
Windows Messenger deriva da MSN Messenger (rinominato in seguito Windows Live Messenger) di cui rappresenta una versione semplificata.
Il 6 novembre 2012 Microsoft rese noto che Windows Live Messenger, dopo oltre dodici anni di sviluppo, sarebbe stato abbandonato e l'applicazione progressivamente ritirata, ad eccezione del mercato cinese, in favore del software Skype, già di proprietà dell'azienda Microsoft dal 2011.
Dal 1º novembre 2014 Windows Live Messenger è stato dismesso in tutto il mondo, Cina compresa, e completamente sostituito da Skype. Con la sua dismissione viene considerato definitivamente terminato anche Windows Messenger.

## Descrizione
Collegandosi alla rete Internet, era possibile conversare via testo o audio con un altro contatto dall'altra parte del mondo oppure a pochi metri da casa propria.
Tuttavia, era prevista la funzione di aggiungere un contatto tramite nome e cognome.
Tale funzione è stata in seguito abolita.
Le emoticon erano quelle di base, e non c'era la possibilità di aggiungere emoticon personalizzate.
Le emoticon poi erano prive di animazione (come le emoticon dell'occhiolino oppure quella del pianto).

### Il passaggio da Windows Messenger a MSN Messenger
Windows Messenger arrivò alla versione 5.1.0701, quando MSN creò un software molto simile a quello di Windows Messenger, ma molto più avanzato nella grafica e nei colori.
L'unica differenza è che MSN Messenger si scaricava a parte dai siti Microsoft, e non si aggiornava automaticamente con Windows XP

### Windows Messenger oggi
Oggi Windows Messenger non viene aggiornato più dalla Microsoft, è totalmente in disuso.
Grazie ad un server, si può utilizzarlo ancora, per chi volesse provarlo https://escargot.log1p.xyz/ Archiviato il 29 maggio 2020 in Internet Archive., ma è in fase di progettazione.
Poiché il programma era collegato anche ad Outlook Express, quando si apriva quest'ultimo appariva la schermata di Windows Messenger e ciò ha suscitato molte critiche e si sono trovate soluzioni per disinstallare il programma.
Era possibile disinstallare Windows Messenger tramite dei sistemi che si trovano in rete.
Tuttavia, la disinstallazione di Windows Messenger causava il non funzionamento di alcune attività di Windows Live Messenger come l'Assistenza Remota, la Lavagna e la Condivisione Applicazioni poiché alcune librerie di Windows Messenger erano utilizzate anche da Windows Live Messenger. Era consigliabile quindi portare il programma all'ultima versione 5.1.0715 e poi impostarlo in modo che non interferisse con Outlook Express, altrimenti non consentiva l'avvio automatico.

## Cronologia delle versioni
Windows Messenger 4.x
- Versione 4.5 (25 ottobre 2001)
  - Prima versione inclusa in Windows XP.
- Versione 4.6 (12 dicembre 2001)
- Versione 4.7.2009
- Versione 4.7.3001
- Version 4.8
  - Aggiunto supporto per la scrittura con un pc che supporta Windows XP Tablet Edition

Windows Messenger 5.x
Dalla versione 5.0 Windows Messenger è anche disponibile per Windows 2000 e Windows Server 2003.
- Versione 5.0
  - Prima versione che supporta LCS
- Versione 5.1.0639 (1º dicembre 2004)
  - Aggiunte nuove funzionalità
  - Prima versione che supporta LCS 2005
  - Support Tablet PC migliorato
  - È possibile utilizzare lo stato "occupato" se si sta installando un programma, o si sta usando un programma a schermo intero
- Versione 5.1.0680 (13 maggio 2005)
  - Sostegno migliorato per il trasferimento file con gli utenti con collegamenti di reti multipli
  - Versione compatibile con i 64-bit
- Versione 5.1.0700 (16 settembre 2005)
  - Sicurezza migliorata
  - Corretto il difetto di sincronizzazione audio/video non perfetta durante una videochiamata
- Versione 5.1.0701 (12 aprile 2007)
- Versione 5.1.0706 (4 giugno 2007)
- Versione 5.1.0715 (12 agosto 2008)